# 플립칩

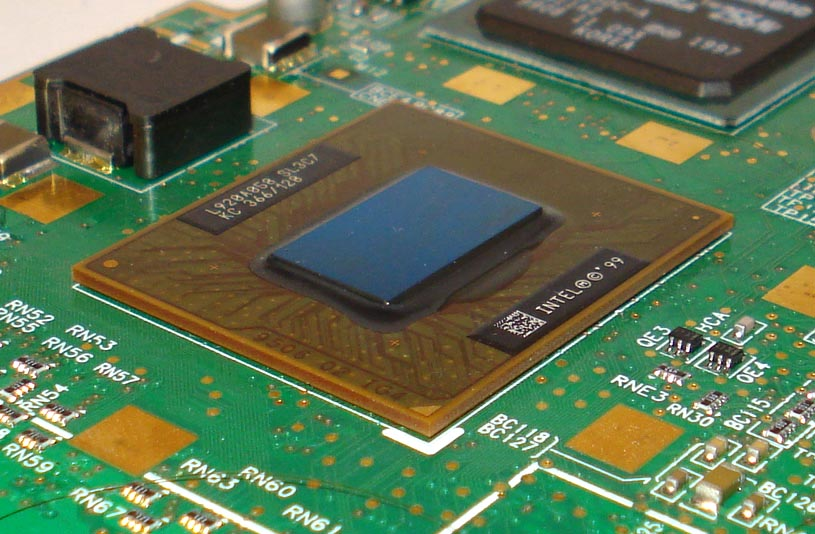
플립칩 BGA 패키지(FCBGA-479)의 인텔 셀러론. 실리콘 다이 (집적 회로)가 어두운 파란 색으로 보인다.

플립칩(flip chip,controlled collapse chip connection, C4)은 반도체 소자, IC 칩, 통합 수동 장치 및 미세 전자 기계 시스템(MEMS)과 같은 다이를 증착된 솔더 범프를 사용하여 외부 회로에 상호 연결하는 방법이다. 이 기술은 뉴욕주 유티카에 있는 제너럴 일렉트릭의 라이트 밀리터리 일렉트로닉스(Light Military Electronics Department)에서 개발되었다. 솔더 범프는 최종 웨이퍼 처리 단계에서 웨이퍼 상단의 칩 패드에 증착된다. 칩을 외부 회로(예: 회로 기판, 다른 칩 또는 웨이퍼)에 장착하려면 윗면이 아래를 향하도록 뒤집어 놓고 패드가 외부 회로의 일치하는 패드와 정렬되도록 정렬한다. 그런 다음 납땜을 리플로우하여 상호 연결을 완성한다. 이는 칩을 수직으로 장착하고 가는 와이어를 칩 패드와 리드 프레임 접점에 용접하여 칩 패드를 외부 회로에 연결하는 와이어 본딩과 대조된다.